# 353-as busz
A 353-as busz a MÁV Személyszállítási Zrt. által üzemeltet helyközi autóbuszjárat, amely Kismaros és Kóspallag, illetve némely járatával a Kisinóci turistaház között közlekedik.
A járat a Budapest–Vác–Szob-vasútvonalhoz kapcsolódik, ezzel fonódik össze felvevő, illetve ráhordó szerepkörben. Menetrendje is igazodik a vasúti közlekedéshez.

## Megállóhelyek
Az átszállási kapcsolatok között az azonos útvonalon közlekedő 350-es busz nincsen feltüntetve.
| 0  | Kismaros, vasúti megállóhely végállomás | 19 | 22 | 351, 352 S70 G70 Z70 , Királyréti Erdei Vasút |
| 1  | Kismaros, Kossuth utca 88.              | 18 | 21 |                                               |
| 3  | Kóspallagi útelágazás                   | 16 | 19 |                                               |
| 4  | Kismaros, Kóspallagi út                 | 15 | 18 |                                               |
| 5  | Kismaros, Őz út                         | 14 | 17 |                                               |
| 9  | Törökmezei turistaház bejárati út       | 10 | 13 |                                               |
| 12 | Kóspallag, 6-os km kő                   | 7  | 10 |                                               |
| 16 | Kóspallag, Kossuth utca                 | 3  | 6  |                                               |
| 18 | Kóspallag, Szent István utca            | 1  | 4  |                                               |
| 19 | Kóspallag, templom végállomás           | 0  | 3  |                                               |
| ∫  | Kisinóci turistaház végállomás          | ∫  | 0  |                                               |